# Kombinat

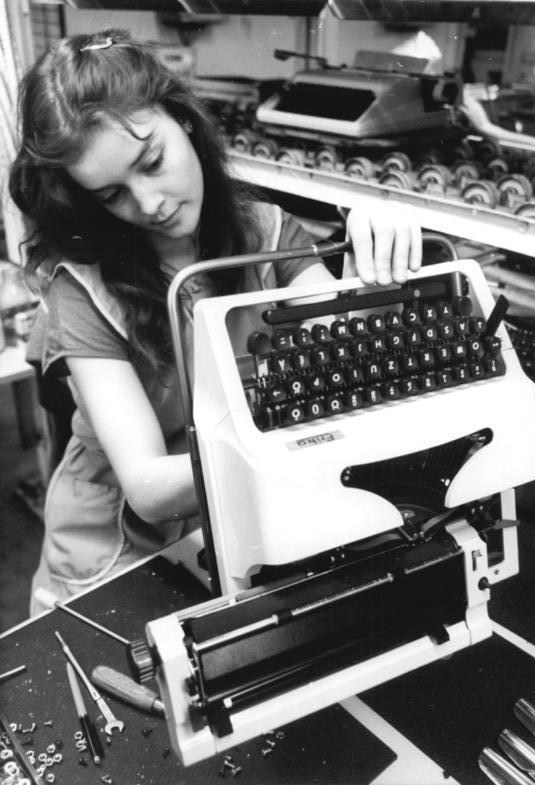
Una trabajadora del Kombinat Robotron de la República Democrática Alemana ensamblando una máquina de escribir en 1987

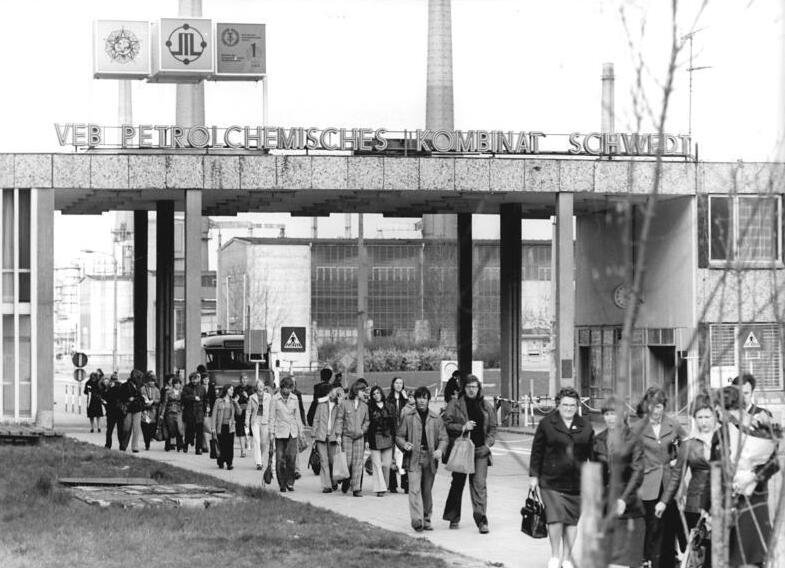
Trabajadores entrando al combinado petroquímico de Schwedt (RDA) en 1979

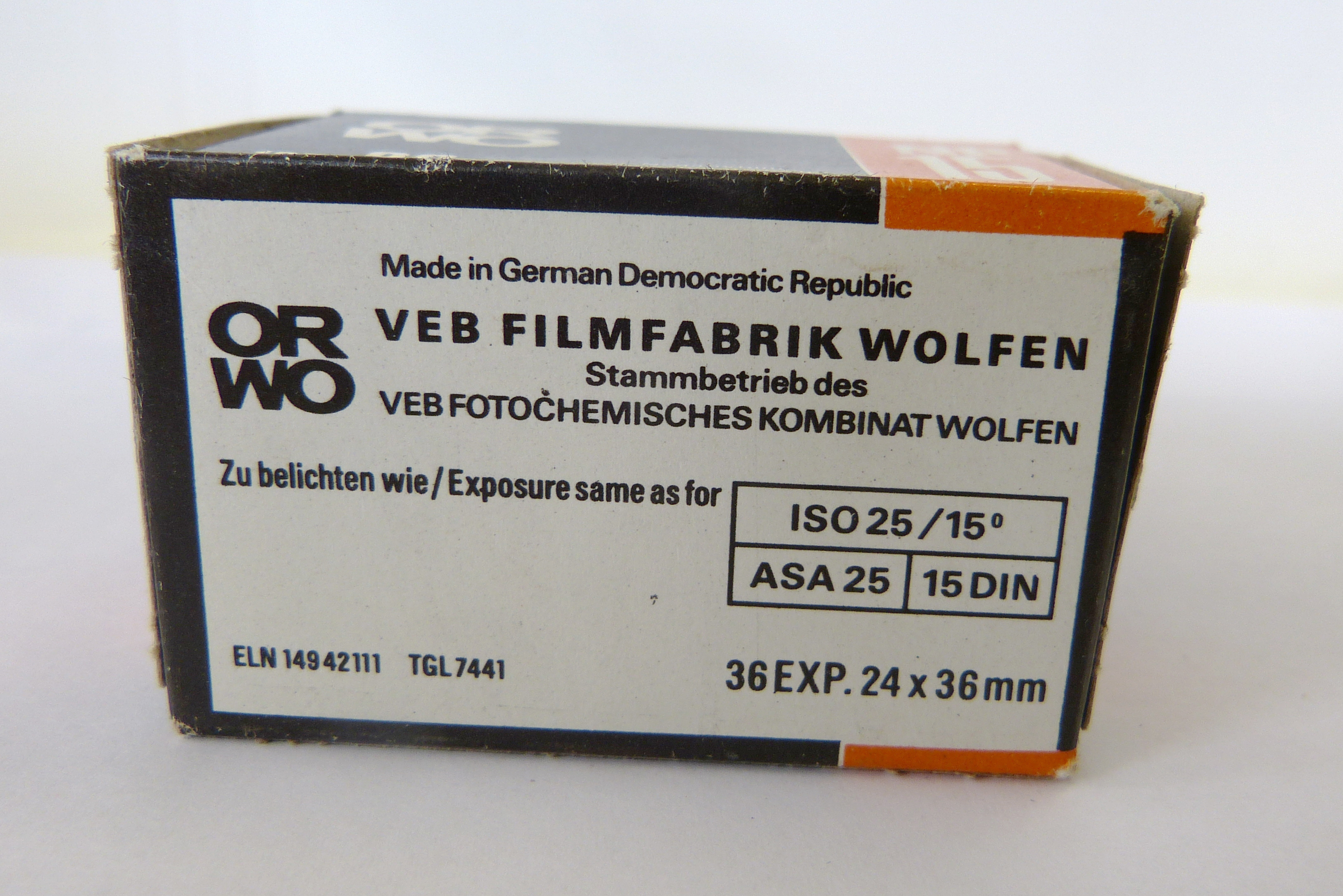
Película fotográfica ORWO fabricada por el combinado fotoquímico de Wolfen (RDA)

El término Kombinat (en alemán Kombinat, en ruso Комбинат; literalmente "combinado") hacía referencia a los grupos o conglomerados de empresas de las economías planificadas del antiguo Bloque del Este, de la RDA a la Unión Soviética y la República Popular de Mongolia. Los combinados agrupaban a empresas del mismo sector productivo que cooperaban entre sí para obtener mejores rendimientos.
En los combinados, los procesos de producción, investigación, desarrollo y comercialización de una rama industrial eran contiguos. Esta estructura debía proporcionar una mejor racionalización y un mejor control centralizado de los procesos industriales. Estas asociaciones de empresas de "producción popular" generalmente no eran entidades legales independientes, sino que estaban regidas por el comité de empresa de una de las compañías del combinado, normalmente la más grande. Podían tener una integración vertical u horizontal y funcionaban de acuerdo con los principios socialistas. Además de la producción propiamente dicha, los combinados organizaban determinados aspectos de la vida de los empleados, algo muy importante en las empresas socialistas: guarderías, escuelas, equipos deportivos, centros de  vacaciones...
En Alemania del Este, los combinados eran grupos de empresas que tenían el estatuto de "empresa popular" (en alemán VEB, siglas de Volkseigener Betrieb, es decir, "Empresa de propiedad popular"). En el país existían otras agrupaciones de empresas: la Sowjetische Aktiengesellschaft (SAG, sociedades creadas en 1946 por la Administración Militar Soviética en Alemania para que sirvieran como reparaciones de guerra, desaparecieron en 1953) y la Vereinigung Volkseigener Betriebe (VVB), o "Unión de empresas populares" (primeras agrupaciones de VEB, creadas en 1948 y posteriormente integradas en los combinados en 1979). 
Los combinados siguen siendo hoy un tipo de empresa en varios países, por ejemplo en Rusia.

## Formas
Los combinados adoptaban diversas formas. Por ejemplo:
- Una gran empresa industrial que combinaba varias empresas diferentes relacionadas entre sí por un proceso tecnológico determinado o a través de una administración. Ejemplo: un combinado metalúrgico que combinaba todas las formas de producción (fábricas, minas...) para producir chapas de acero.
- Un combinado de instituciones educativas de diferentes niveles (instituto, escuela de formación profesional, guardería, jardín de infantes...).
- Combinado de varias empresas como forma de monopolio.

## Dirección
Un combinado estaba encabezado por un director general, que a menudo también era el director de la compañía más importante dentro del grupo. La gestión estaba formada por directores adjuntos, directores técnicos y jefes de las distintas líneas de producción.

## Ejemplos
- Kombinat Haushaltsgeräte, Karl-Marx-Stadt, Alemania del Este (electrodomésticos y utensilios de cocina)
- Kombinat Robotron, Dresde, Alemania del Este (ordenadores y electrónica)
- Industrieverband Fahrzeugbau (IFA), Alemania del Este (automóviles)
- Combinado metalúrgico de Magnitogorsk, Unión Soviética
- Combinado minero de Erdenet, Mongolia